# 奇蹟的救命靈藥：胰島素發現的故事
《突破：胰岛素发现创造的医学奇迹》（英語：Breakthrough: Elizabeth Hughes, the Discovery of Insulin, and the Making of a Medical Miracle）是西娅·库珀和亚瑟·恩斯伯格共同撰寫的醫學史書籍，於2010年9月經圣马丁格里芬出版社出版。簡體中文版於2011年11月經上海人民出版社出版，由谢琨翻譯。繁體中文版在2021年9月經遠足文化推出到市面，由胡德瑋翻譯。

## 背景
《突破》由金融業從業者亚瑟·恩斯伯格和劇作家西娅·库珀共著。1975年，恩斯伯格患上霍奇金淋巴瘤，在接受當時剛投入使用的療法後，成功治癒。自此，他便對尋找治療方法的歷史產生興趣。
2003年3月，他在《紐約時報》上讀到了有關伊莉莎白·休斯於发现胰島素之前患上一型糖尿病的故事，為之感動，決定為這段歷史寫書。之後他便花了7年的時間尋找資料，前往多間檔案館，並參考了其他同類著作的寫法，期間為了盡快完成作品而多次拒絕朋友的邀約。到了2009年，他接手成為雷曼兄弟的首席執行官，並在接手前完筆。雷曼的受託人亦給予他時間宣傳該本著作。

## 內容
《突破》刻畫了弗雷德里克·班廷等人發現胰島素的經過，同時把焦點放在政治家查尔斯·埃文斯·休斯的女兒伊莉莎白的經歷上。伊莉莎白在1919年確診幼年糖尿病，而當時研究者尚未發現胰島素，因此她的父母只能為她安排兩道選擇——要麼容許她吃好一點讓她痛快地死去，要麼接受飢餓療法，以存活多數個月至數年的時間。最終她便接受弗雷德里克·艾倫的飢餓療法延長壽命。班廷和查尔斯·赫伯特·贝斯特在同一時期嘗試從動物的胰臟中分離出胰島素，1922年首次成功為人類注射外源胰島素。伊莉莎白靠著父親的政治聯繫成為最早一批接受胰島素治療的糖尿病患者，但其之後沒有對外坦白自己患有糖尿病一事。作者推測其可能是因為自己搶走了其他瀕死的患者接受胰島素治療的機會而抱有罪惡感。
《突破》還描寫了班廷跟原研究夥伴的關係變化及他們之間的鬥爭，並刻畫礼来公司怎樣在當初察覺到胰島素的潛在商機和大規模生產該款藥品。除了刻畫史實外，作者亦因為考慮到著作的敘事性而加入了一些虛構情節。例如查爾斯與妻子討論會否送女兒去加拿大接受胰島素治療的對話是作者虛構出來的。同樣，醫師伊恩·卡梅倫（Ian Cameron）表示「伊莉莎白的母親跑上以雪花石膏製成的台階上」這一情節不符現實，因為該款石膏太軟，沒有人會把之製成台階。

## 評價
評論者普遍對《突破》的敘事表示好評。卡梅倫和《科克斯書評》的評論分別把它形容為「歌劇」或「小說」。《美国医学杂志》的约瑟夫·S·阿尔伯特（Joseph S. Alpert）和《书目杂志》的唐娜·查韦斯（Donna Chavez）則讚揚著作「鼓舞人心」。前者還跟《波士頓環球報》的凯特·塔特尔（Kate Tuttle）分別評論其內容「引人入勝」。卡梅倫把《突破》的敘事出色歸因於作者的藝術背景。
《出版者周刊》的評論者對《突破》以人物行為刻畫其性格的寫法表示好評，並指其內容能深刻地刻在人們腦海。阿尔伯特則讚揚當中的人物描寫能增加著作的張力。安藤伸朗在《新潟市醫師會報》上形容作者對當時糖尿病患者的描述「很真實」。不過，塔特尔和卡梅倫皆寫道著作部分描寫可能不符現實。但前者卻認為只要內容有趣就沒問題。後者則寫道部分可能是虛構的內容相當符合角色的性格，而雪花石膏那一段落則讓他決定嘗試「把它當成隱喻」看待。阿尔伯特還對著作中有關禮來公司開始量產胰島素時的描述表示好評。安藤伸朗稱讚該本著作為「轉化研究的聖經」。